# 上海市人民政府部门管理机构
本表列出上海市人民政府部门管理机构即上海市人民政府组成部门管理的市级行政机构：
- 上海市商务委员会管上海市粮食储备局
- 上海市司法局管上海市监狱管理局
- 上海市民政局管上海市社会团体管理局
- 上海市人力资源和社会保障局管上海市医疗保障局
- 上海市市场监督管理局管上海市药品监督管理局
- 上海市市场监督管理局管上海市知识产权管理局
- 上海市交通委员会管上海市道路运输管理局